# Lino Pasquale Bonelli

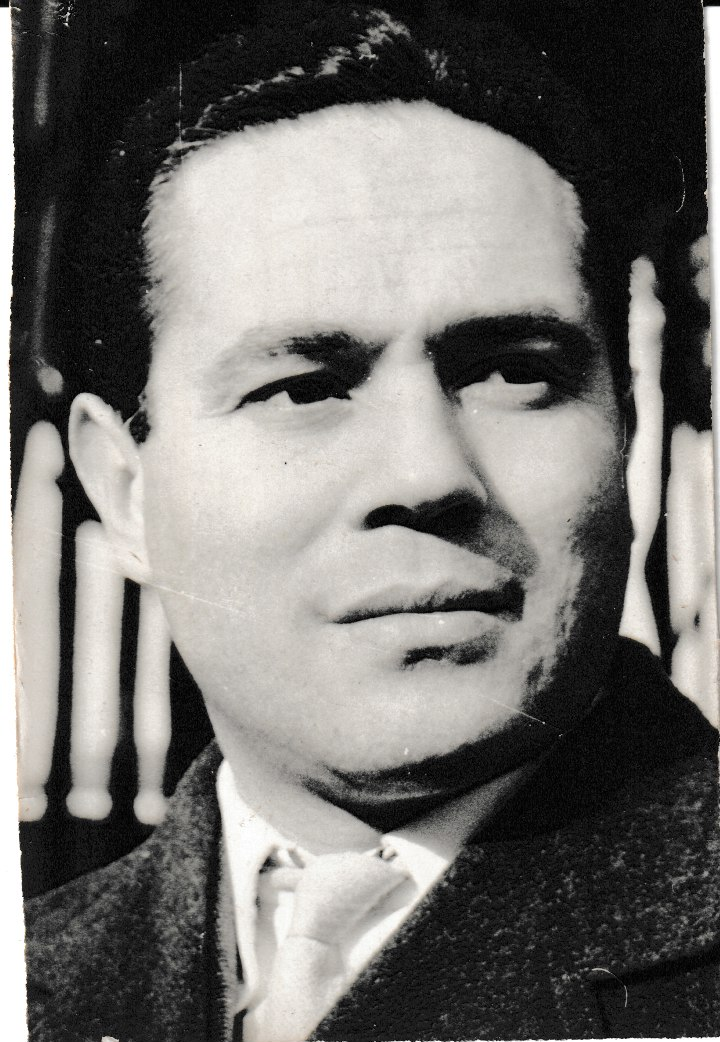
Lino Pasquale Bonelli

Lino Pasquale Bonelli (Grassano (MT), 25 febbraio 1929 – Grosseto, 15 aprile 1982) è stato un critico d'arte, giornalista e poeta italiano.

## Biografia
Immigrò in Maremma giovanissimo, nel 1945, insieme alla madre e a cinque tra fratelli e sorelle. Provvisto di titolo di studio di licenza agraria inferiore, nel 1959 conseguì un diploma in pubbliche relazioni a seguito di un corso parauniversitario che frequentò.
Nel luglio del 1962 fu assunto dal comune di Grosseto e, in settembre, sposò Angela Memmi, con la quale ebbe tre figli.
Esercitò numerose attività: quella di scrittore e poeta, giornalista, editore, critico d’arte e organizzatore di eventi e mostre.
Collaborò con numerose testate, sia locali che nazionali. Tra queste figurano Paese Sera, Il Telegrafo, Il Tirreno, La Nazione e L’Unità.
Nel 1970, a Grosseto, aprì la propria galleria d'arte, L’Incontro.
Pubblicò, tra il 1964 e il 1979, sei volumi di racconti, poesie e narrativa. Esordì nella narrativa con un libro di racconti, L’anno felice del 1964, edito da Biblioteca Italiana, al quale seguì il romanzo Il viaggio del 1969, pubblicato da La Todariana Editrice. La raccolta di poesie La terra a me promessa del 1971, il libro di racconti Morte in autunno del 1974 e il romanzo Uccidi la colomba del 1977 furono invece editi da Il Paese Reale. Intrattenne, inoltre, rapporti epistolari con Carlo Cassola e Carlo Levi.
Notturno italiano, romanzo rimasto inedito per molti anni, dopo vari tentativi di pubblicazione fu reso disponibile, scaricabile online, sul sito del collettivo Bianciardi 2022, con scritti di Mauro Papa e Corrado Barontini. Collaborò con diverse testate e, nel maggio del 1970, fu nominato direttore del bollettino di statistica del comune di Grosseto, Il Progresso, che divenne poi Nuova Rassegna.
Sempre nel 1970 fondò il mensile Paese Reale (poi Gazzetta della Maremma dal 1972 al 1975, Corriere delle arti dal 1980 al marzo 1982). Tale rivista si occupò, con la collaborazione, tra gli altri, di Marcello Morante, di critica letteraria e artistica, con la vocazione di creare un ponte tra la provincia e la realtà nazionale. Nel 1971 fondò la casa editrice, anch’essa chiamata Paese Reale. La casa editrice si occupò essenzialmente di pubblicare autori locali, poesia, narrativa e tradizioni popolari, pubblicando tra l'altro Bianciardi com’era (Lettere di Luciano Bianciardi ad un amico grossetano) di Mario Terrosi e Filosofia della caccia di José Ortega y Gasset nella traduzione di Aladino Vitali, che ebbero un discreta risonanza anche a livello nazionale con recensioni su Linus, L’Europeo, scritti di Carlo Bo, Giuliano Manacorda, Oreste Del Buono.
Il volumetto epistolare di Terrosi è stato inserito ne L’Antimeridiano: Opere complete di Bianciardi, edito da Ex Cogita nel 2005. Filosofia della Caccia è stato ristampato nel 2021. È del 2005 il Millelire di Stampa Alternativa Prima di lui il padule. Il Paese Reale un'avventura editoriale maremmana a cura di Corrado Barontini e Antonello Ricci, un'indagine sulla vicenda della casa editrice con interviste a collaboratori e amici di Bonelli ed il catalogo completo delle opere pubblicate.

## Opere
- L’anno felice, Biblioteca Italiana, novembre 1964 (racconti)
- Il viaggio, Todariana Editrice, marzo 1969 (romanzo)
- La terra a me promessa, Il Paese Reale, luglio 1971 (prima edizione), gennaio 1978 (seconda edizione) (poesie)
- Morte in autunno, Il Paese Reale, dicembre 1974 (racconti)
- Uccidi la colomba, Il Paese Reale, giugno 1977 (romanzo)
- Caino, NuovEdizioni Italiane, 1979 (romanzo)
- Notturno Italiano, bianciardi2022.it (romanzo)